# Micrasema alexanderi
Micrasema alexanderi is een schietmot uit de familie Brachycentridae. De soort komt voor in het Nearctisch gebied.